# Ермоловский камень
«Ермо́ловский ка́мень» (осет. Ермолы дур, ингуш. Махмад кхера, груз. ერმოლოვის ქვა) — гигантский камень в Дарьяльском ущелье между рекой Терек и автомобильной дорогой А-301, неподалёку от селения Верхний Ларс на российско-грузинской границе.
Камень светло-серого гранита имеет призматическую форму. Длина около 30 м, ширина 17 м, высота 15 м. Объём около 6000 м³, вес примерно 15 000 т. Значительная часть скрыта речными отложениями. По южной части камня устроен подъём — железные скобы.
Назван по фамилии русского генерала Алексея Петровича Ермолова (1777—1861), командира российского Кавказского корпуса в 1816—1827 годах, одного из покорителей Кавказа, по преданию любившего сидеть на нём. Название «Махмад кхера» дано в честь воина-ингуша Кушт Махмада, жителя Дарьяльского ущелья, произведённого царём Ираклием в княжеский титул.

## История
В 1867 году камень был описан академиком Г. Абихом в «Известиях Императорского русского географического общества». По его мнению, гигантский камень был принесён с северо-восточных склонов Казбека в четвертичное время Девдоракским ледником.
Камень видел Пушкин во время своего путешествия в Грузию.
В годы Великой Отечественной войны, в октябре 1942 года в камне был устроен ДОТ, установлены две 45-миллиметровые пушки и три ручных пулемёта, а сверху была устроена площадка для зенитной установки.
До 2004 года на камне располагался пост наблюдения пограничной заставы России.
5 мая 2009 года был открыт погранично-таможенный пункт пропуска «Верхний Ларс» и проведены работы по благоустройству прилежащей к камню территории, укреплена береговая линии Терека и перенаправлено его течение, проложены пешеходные дорожки, устроена лестница для спуска к основанию валуна, на вершине камня установлен металлический крест.

## Камень в искусстве
Запечатлён на рисунке художника Н. Чернецова «По дороге из Владикавказа в Тифлис через Кавказские ворота».